# Damian Walker
Pour les articles homonymes, voir Walker.
Damian Walker, né le 8 avril 1969, est un joueur de squash représentant l'Angleterre puis les États-Unis. Il est champion des États-Unis à deux reprises consécutives en 2001 et 2002.

## Biographie
Pour l'Angleterre, il remporte le British Junior Open en moins de 16 ans. Après s'être installé aux États-Unis, il devient champion des États-Unis en 2001 et 2002 avant de créer en 2004 un centre de squash puis en 2017, un autre club de squash à Palm Beach (Floride).

## Palmarès

### Titres
- Championnats des États-Unis : 2 titres (2001, 2002)